# Final de la Copa Centroamericana de Concacaf 2024
La final de la Copa Centroamericana de Concacaf 2024 fue la segunda edición de la competición.

## Llave
| Equipo 1    | Agr. | Equipo 2    | Ida | Vuelta |
| ----------- | ---- | ----------- | --- | ------ |
| Alajuelense | 3–2  | Real Estelí | 1–1 | 2–1    |

## Estadios
| Estelí                | Alajuela                      |
| --------------------- | ----------------------------- |
| Estadio Independencia | Estadio Alejandro Morera Soto |
| Capacidad: 10 000     | Capacidad: 17 895             |
|                       |                               |

## Partidos

### Ida
| 27 de noviembre | Real Estelí   | 1:1 (1:1) | Alajuelense | Estadio Independencia, Estelí                |                                              |
| 19:00 (UTC-6)   | D. Vargas 13' | Reporte   | Borges 36'  | Árbitro(s): Selvin Brown VAR: Melissa Borjas | Árbitro(s): Selvin Brown VAR: Melissa Borjas |

| 25    | POR   | Jason Vega      |     |
| 11    | DEF   | Bancy Hernández | 65' |
| 19    | DEF   | Evert Martínez  |     |
| 27    | DEF   | Josué Quijano   |     |
| 3     | DEF   | Henry Niño      |     |
| 21    | MED   | Bryan Ordóñez   | 46' |
| 18    | MED   | William Parra   |     |
| 16    | MED   | Delis Vargas    | 75' |
| 10    | MED   | Harold Medina   |     |
| 6     | MED   | Iván Ochoa      |     |
| 7     | DEL   | Byron Bonilla   | 90' |
| D. T. | D. T. | Otoniel Rivas   |     |

| 23    | POR   | Leonel Moreira          |     |
| 26    | DEF   | Fernando Piñar          | 85' |
| 13    | DEF   | Alexis Gamboa           |     |
| 25    | DEF   | Santiago van der Putten |     |
| 27    | DEF   | Ian Lawrence            |     |
| 28    | MED   | Joshua Navarro          | 84' |
| 5     | MED   | Celso Borges            |     |
| 8     | MED   | Larry Angulo            |     |
| 11    | DEL   | Diego Campos            | 74' |
| 97    | DEL   | Anderson Canhoto        | 61' |
| 19    | DEL   | Alberto Toril           | 61' |
| D. T. | D. T. | Alexandre Guimarães     |     |

| 13 | DEL | Agenor Báez       | 46' |
| 26 | MED | Sergio Cunningham | 65' |
| 28 | DEL | Pablo Gállego     | 75' |
| 12 | DEL | Widman Talavera   | 90' |

| 34 | DEL | Creichel Pérez       | 61' |
| 9  | DEL | Jonathan Moya        | 61' |
| 16 | DEF | Bryan Oviedo         | 74' |
| 10 | MED | Aarón Suárez         | 84' |
| 4  | DEF | Guillermo Villalobos | 85' |

| 13' | Delis Vargas | 1:0 |

| 36' | Celso Borges | 1:1 |

| 41' · 53' · 62' | Jason Vega Agenor Báez Iván Ochoa |

| 43' · 54' · 68' · 70' | Anderson Canhoto Fernando Piñar Ian Lawrence Creichel Pérez |

| Principal  | Selvin Brown    |
| Asistentes | Gerson Orellana |
|            | Roney Salinas   |
| Cuarto     | José Valladares |

| VAR            | Melissa Borjas  |
| Asistentes VAR | Shirley Perello |

|  |                   |    |    |
|  | Tiros             | 13 | 6  |
|  | Tiros a puerta    | 4  | 5  |
|  | Faltas            | 12 | 11 |
|  | Saques de esquina | 4  | 2  |
|  | Fueras de juego   | 2  | 0  |

| 25    | POR   | Jason Vega      |     |
| 11    | DEF   | Bancy Hernández | 65' |
| 19    | DEF   | Evert Martínez  |     |
| 27    | DEF   | Josué Quijano   |     |
| 3     | DEF   | Henry Niño      |     |
| 21    | MED   | Bryan Ordóñez   | 46' |
| 18    | MED   | William Parra   |     |
| 16    | MED   | Delis Vargas    | 75' |
| 10    | MED   | Harold Medina   |     |
| 6     | MED   | Iván Ochoa      |     |
| 7     | DEL   | Byron Bonilla   | 90' |
| D. T. | D. T. | Otoniel Rivas   |     |

| 23    | POR   | Leonel Moreira          |     |
| 26    | DEF   | Fernando Piñar          | 85' |
| 13    | DEF   | Alexis Gamboa           |     |
| 25    | DEF   | Santiago van der Putten |     |
| 27    | DEF   | Ian Lawrence            |     |
| 28    | MED   | Joshua Navarro          | 84' |
| 5     | MED   | Celso Borges            |     |
| 8     | MED   | Larry Angulo            |     |
| 11    | DEL   | Diego Campos            | 74' |
| 97    | DEL   | Anderson Canhoto        | 61' |
| 19    | DEL   | Alberto Toril           | 61' |
| D. T. | D. T. | Alexandre Guimarães     |     |

| 13 | DEL | Agenor Báez       | 46' |
| 26 | MED | Sergio Cunningham | 65' |
| 28 | DEL | Pablo Gállego     | 75' |
| 12 | DEL | Widman Talavera   | 90' |

| 34 | DEL | Creichel Pérez       | 61' |
| 9  | DEL | Jonathan Moya        | 61' |
| 16 | DEF | Bryan Oviedo         | 74' |
| 10 | MED | Aarón Suárez         | 84' |
| 4  | DEF | Guillermo Villalobos | 85' |

| 13' | Delis Vargas | 1:0 |

| 36' | Celso Borges | 1:1 |

| 41' · 53' · 62' | Jason Vega Agenor Báez Iván Ochoa |

| 43' · 54' · 68' · 70' | Anderson Canhoto Fernando Piñar Ian Lawrence Creichel Pérez |

| Principal  | Selvin Brown    |
| Asistentes | Gerson Orellana |
|            | Roney Salinas   |
| Cuarto     | José Valladares |

| VAR            | Melissa Borjas  |
| Asistentes VAR | Shirley Perello |

|  |                   |    |    |
|  | Tiros             | 13 | 6  |
|  | Tiros a puerta    | 4  | 5  |
|  | Faltas            | 12 | 11 |
|  | Saques de esquina | 4  | 2  |
|  | Fueras de juego   | 2  | 0  |

| 25    | POR   | Jason Vega      |     |
| 11    | DEF   | Bancy Hernández | 65' |
| 19    | DEF   | Evert Martínez  |     |
| 27    | DEF   | Josué Quijano   |     |
| 3     | DEF   | Henry Niño      |     |
| 21    | MED   | Bryan Ordóñez   | 46' |
| 18    | MED   | William Parra   |     |
| 16    | MED   | Delis Vargas    | 75' |
| 10    | MED   | Harold Medina   |     |
| 6     | MED   | Iván Ochoa      |     |
| 7     | DEL   | Byron Bonilla   | 90' |
| D. T. | D. T. | Otoniel Rivas   |     |

| 23    | POR   | Leonel Moreira          |     |
| 26    | DEF   | Fernando Piñar          | 85' |
| 13    | DEF   | Alexis Gamboa           |     |
| 25    | DEF   | Santiago van der Putten |     |
| 27    | DEF   | Ian Lawrence            |     |
| 28    | MED   | Joshua Navarro          | 84' |
| 5     | MED   | Celso Borges            |     |
| 8     | MED   | Larry Angulo            |     |
| 11    | DEL   | Diego Campos            | 74' |
| 97    | DEL   | Anderson Canhoto        | 61' |
| 19    | DEL   | Alberto Toril           | 61' |
| D. T. | D. T. | Alexandre Guimarães     |     |

| 13 | DEL | Agenor Báez       | 46' |
| 26 | MED | Sergio Cunningham | 65' |
| 28 | DEL | Pablo Gállego     | 75' |
| 12 | DEL | Widman Talavera   | 90' |

| 34 | DEL | Creichel Pérez       | 61' |
| 9  | DEL | Jonathan Moya        | 61' |
| 16 | DEF | Bryan Oviedo         | 74' |
| 10 | MED | Aarón Suárez         | 84' |
| 4  | DEF | Guillermo Villalobos | 85' |

| 13' | Delis Vargas | 1:0 |

| 36' | Celso Borges | 1:1 |

| 41' · 53' · 62' | Jason Vega Agenor Báez Iván Ochoa |

| 43' · 54' · 68' · 70' | Anderson Canhoto Fernando Piñar Ian Lawrence Creichel Pérez |

| Principal  | Selvin Brown    |
| Asistentes | Gerson Orellana |
|            | Roney Salinas   |
| Cuarto     | José Valladares |

| VAR            | Melissa Borjas  |
| Asistentes VAR | Shirley Perello |

|  |                   |    |    |
|  | Tiros             | 13 | 6  |
|  | Tiros a puerta    | 4  | 5  |
|  | Faltas            | 12 | 11 |
|  | Saques de esquina | 4  | 2  |
|  | Fueras de juego   | 2  | 0  |

| 25    | POR   | Jason Vega      |     |
| 11    | DEF   | Bancy Hernández | 65' |
| 19    | DEF   | Evert Martínez  |     |
| 27    | DEF   | Josué Quijano   |     |
| 3     | DEF   | Henry Niño      |     |
| 21    | MED   | Bryan Ordóñez   | 46' |
| 18    | MED   | William Parra   |     |
| 16    | MED   | Delis Vargas    | 75' |
| 10    | MED   | Harold Medina   |     |
| 6     | MED   | Iván Ochoa      |     |
| 7     | DEL   | Byron Bonilla   | 90' |
| D. T. | D. T. | Otoniel Rivas   |     |

| 23    | POR   | Leonel Moreira          |     |
| 26    | DEF   | Fernando Piñar          | 85' |
| 13    | DEF   | Alexis Gamboa           |     |
| 25    | DEF   | Santiago van der Putten |     |
| 27    | DEF   | Ian Lawrence            |     |
| 28    | MED   | Joshua Navarro          | 84' |
| 5     | MED   | Celso Borges            |     |
| 8     | MED   | Larry Angulo            |     |
| 11    | DEL   | Diego Campos            | 74' |
| 97    | DEL   | Anderson Canhoto        | 61' |
| 19    | DEL   | Alberto Toril           | 61' |
| D. T. | D. T. | Alexandre Guimarães     |     |

| 13 | DEL | Agenor Báez       | 46' |
| 26 | MED | Sergio Cunningham | 65' |
| 28 | DEL | Pablo Gállego     | 75' |
| 12 | DEL | Widman Talavera   | 90' |

| 34 | DEL | Creichel Pérez       | 61' |
| 9  | DEL | Jonathan Moya        | 61' |
| 16 | DEF | Bryan Oviedo         | 74' |
| 10 | MED | Aarón Suárez         | 84' |
| 4  | DEF | Guillermo Villalobos | 85' |

| 13' | Delis Vargas | 1:0 |

| 36' | Celso Borges | 1:1 |

| 41' · 53' · 62' | Jason Vega Agenor Báez Iván Ochoa |

| 43' · 54' · 68' · 70' | Anderson Canhoto Fernando Piñar Ian Lawrence Creichel Pérez |

| Principal  | Selvin Brown    |
| Asistentes | Gerson Orellana |
|            | Roney Salinas   |
| Cuarto     | José Valladares |

| VAR            | Melissa Borjas  |
| Asistentes VAR | Shirley Perello |

|  |                   |    |    |
|  | Tiros             | 13 | 6  |
|  | Tiros a puerta    | 4  | 5  |
|  | Faltas            | 12 | 11 |
|  | Saques de esquina | 4  | 2  |
|  | Fueras de juego   | 2  | 0  |

### Vuelta
| 4 de diciembre | Alajuelense            | 2:1 (2:0) (Global 3:2) | Real Estelí     | Estadio Alejandro Morera Soto, Alajuela           |                                                   |
| 19:00 (UTC-6)  | Angulo 18' · Toril 31' | Reporte                | H. Medina 90+1' | Árbitro(s): Ismael Cornejo VAR: Guillermo Pacheco | Árbitro(s): Ismael Cornejo VAR: Guillermo Pacheco |

| 1     | POR   | Leonel Moreira          |     |
| 26    | DEF   | Fernando Piñar          | 72' |
| 13    | DEF   | Alexis Gamboa           |     |
| 25    | DEF   | Santiago van der Putten |     |
| 27    | DEF   | Ian Lawrence            |     |
| 28    | MED   | Joshua Navarro          | 80' |
| 5     | MED   | Celso Borges            |     |
| 8     | MED   | Larry Angulo            |     |
| 11    | DEL   | Diego Campos            | 72' |
| 97    | DEL   | Anderson Canhoto        | 80' |
| 19    | DEL   | Alberto Toril           | 62' |
| D. T. | D. T. | Alexandre Guimarães     |     |

| 25    | POR   | Jason Vega      |     |
| 11    | DEF   | Bancy Hernández | 57' |
| 27    | DEF   | Josué Quijano   | 79' |
| 19    | DEF   | Evert Martínez  |     |
| 23    | DEF   | Óscar Acevedo   |     |
| 8     | DEF   | Juan Vieyra     |     |
| 6     | MED   | Iván Ochoa      |     |
| 18    | MED   | William Parra   |     |
| 10    | MED   | Harold Medina   |     |
| 7     | MED   | Byron Bonilla   |     |
| 16    | DEL   | Delis Vargas    |     |
| D. T. | D. T. | Otoniel Rivas   |     |

| 34 | MED | Creichel Pérez       | 62' |
| 14 | DEL | Iago Falque          | 72' |
| 3  | DEF | Manjrekar James      | 72' |
| 9  | DEL | Jonathan Moya        | 80' |
| 4  | DEF | Guillermo Villalobos | 80' |

| 28 | MED | Pablo Gállego | 57' |
| 3  | MED | Henry Niño    | 79' |

| 18' · 31' | Larry Angulo Alberto Toril | 1:0 2:0 |

| 90+1' | Harold Medina | 2:1 |

| 58' · 80' · 90+6' | Larry Angulo Henry Niño Óscar Acevedo |

| 23' · 86' · 90+3' | Harold Medina Henry Niño Óscar Acevedo |

| Principal  | Ismael Cornejo |
| Asistentes | Juan Francisco |
|            | Geovany García |
| Cuarto     | José García    |

| VAR            | Guillermo Pacheco |
| Asistentes VAR | Óscar Macías      |

|  |                   |    |    |
|  | Tiros             | 8  | 15 |
|  | Faltas            | 11 | 12 |
|  | Saques de esquina | 2  | 0  |
|  | Penaltis          | 0  | 0  |
|  | Fueras de juego   | 4  | 0  |

| 1     | POR   | Leonel Moreira          |     |
| 26    | DEF   | Fernando Piñar          | 72' |
| 13    | DEF   | Alexis Gamboa           |     |
| 25    | DEF   | Santiago van der Putten |     |
| 27    | DEF   | Ian Lawrence            |     |
| 28    | MED   | Joshua Navarro          | 80' |
| 5     | MED   | Celso Borges            |     |
| 8     | MED   | Larry Angulo            |     |
| 11    | DEL   | Diego Campos            | 72' |
| 97    | DEL   | Anderson Canhoto        | 80' |
| 19    | DEL   | Alberto Toril           | 62' |
| D. T. | D. T. | Alexandre Guimarães     |     |

| 25    | POR   | Jason Vega      |     |
| 11    | DEF   | Bancy Hernández | 57' |
| 27    | DEF   | Josué Quijano   | 79' |
| 19    | DEF   | Evert Martínez  |     |
| 23    | DEF   | Óscar Acevedo   |     |
| 8     | DEF   | Juan Vieyra     |     |
| 6     | MED   | Iván Ochoa      |     |
| 18    | MED   | William Parra   |     |
| 10    | MED   | Harold Medina   |     |
| 7     | MED   | Byron Bonilla   |     |
| 16    | DEL   | Delis Vargas    |     |
| D. T. | D. T. | Otoniel Rivas   |     |

| 34 | MED | Creichel Pérez       | 62' |
| 14 | DEL | Iago Falque          | 72' |
| 3  | DEF | Manjrekar James      | 72' |
| 9  | DEL | Jonathan Moya        | 80' |
| 4  | DEF | Guillermo Villalobos | 80' |

| 28 | MED | Pablo Gállego | 57' |
| 3  | MED | Henry Niño    | 79' |

| 18' · 31' | Larry Angulo Alberto Toril | 1:0 2:0 |

| 90+1' | Harold Medina | 2:1 |

| 58' · 80' · 90+6' | Larry Angulo Henry Niño Óscar Acevedo |

| 23' · 86' · 90+3' | Harold Medina Henry Niño Óscar Acevedo |

| Principal  | Ismael Cornejo |
| Asistentes | Juan Francisco |
|            | Geovany García |
| Cuarto     | José García    |

| VAR            | Guillermo Pacheco |
| Asistentes VAR | Óscar Macías      |

|  |                   |    |    |
|  | Tiros             | 8  | 15 |
|  | Faltas            | 11 | 12 |
|  | Saques de esquina | 2  | 0  |
|  | Penaltis          | 0  | 0  |
|  | Fueras de juego   | 4  | 0  |

| 1     | POR   | Leonel Moreira          |     |
| 26    | DEF   | Fernando Piñar          | 72' |
| 13    | DEF   | Alexis Gamboa           |     |
| 25    | DEF   | Santiago van der Putten |     |
| 27    | DEF   | Ian Lawrence            |     |
| 28    | MED   | Joshua Navarro          | 80' |
| 5     | MED   | Celso Borges            |     |
| 8     | MED   | Larry Angulo            |     |
| 11    | DEL   | Diego Campos            | 72' |
| 97    | DEL   | Anderson Canhoto        | 80' |
| 19    | DEL   | Alberto Toril           | 62' |
| D. T. | D. T. | Alexandre Guimarães     |     |

| 25    | POR   | Jason Vega      |     |
| 11    | DEF   | Bancy Hernández | 57' |
| 27    | DEF   | Josué Quijano   | 79' |
| 19    | DEF   | Evert Martínez  |     |
| 23    | DEF   | Óscar Acevedo   |     |
| 8     | DEF   | Juan Vieyra     |     |
| 6     | MED   | Iván Ochoa      |     |
| 18    | MED   | William Parra   |     |
| 10    | MED   | Harold Medina   |     |
| 7     | MED   | Byron Bonilla   |     |
| 16    | DEL   | Delis Vargas    |     |
| D. T. | D. T. | Otoniel Rivas   |     |

| 34 | MED | Creichel Pérez       | 62' |
| 14 | DEL | Iago Falque          | 72' |
| 3  | DEF | Manjrekar James      | 72' |
| 9  | DEL | Jonathan Moya        | 80' |
| 4  | DEF | Guillermo Villalobos | 80' |

| 28 | MED | Pablo Gállego | 57' |
| 3  | MED | Henry Niño    | 79' |

| 18' · 31' | Larry Angulo Alberto Toril | 1:0 2:0 |

| 90+1' | Harold Medina | 2:1 |

| 58' · 80' · 90+6' | Larry Angulo Henry Niño Óscar Acevedo |

| 23' · 86' · 90+3' | Harold Medina Henry Niño Óscar Acevedo |

| Principal  | Ismael Cornejo |
| Asistentes | Juan Francisco |
|            | Geovany García |
| Cuarto     | José García    |

| VAR            | Guillermo Pacheco |
| Asistentes VAR | Óscar Macías      |

|  |                   |    |    |
|  | Tiros             | 8  | 15 |
|  | Faltas            | 11 | 12 |
|  | Saques de esquina | 2  | 0  |
|  | Penaltis          | 0  | 0  |
|  | Fueras de juego   | 4  | 0  |

| 1     | POR   | Leonel Moreira          |     |
| 26    | DEF   | Fernando Piñar          | 72' |
| 13    | DEF   | Alexis Gamboa           |     |
| 25    | DEF   | Santiago van der Putten |     |
| 27    | DEF   | Ian Lawrence            |     |
| 28    | MED   | Joshua Navarro          | 80' |
| 5     | MED   | Celso Borges            |     |
| 8     | MED   | Larry Angulo            |     |
| 11    | DEL   | Diego Campos            | 72' |
| 97    | DEL   | Anderson Canhoto        | 80' |
| 19    | DEL   | Alberto Toril           | 62' |
| D. T. | D. T. | Alexandre Guimarães     |     |

| 25    | POR   | Jason Vega      |     |
| 11    | DEF   | Bancy Hernández | 57' |
| 27    | DEF   | Josué Quijano   | 79' |
| 19    | DEF   | Evert Martínez  |     |
| 23    | DEF   | Óscar Acevedo   |     |
| 8     | DEF   | Juan Vieyra     |     |
| 6     | MED   | Iván Ochoa      |     |
| 18    | MED   | William Parra   |     |
| 10    | MED   | Harold Medina   |     |
| 7     | MED   | Byron Bonilla   |     |
| 16    | DEL   | Delis Vargas    |     |
| D. T. | D. T. | Otoniel Rivas   |     |

| 34 | MED | Creichel Pérez       | 62' |
| 14 | DEL | Iago Falque          | 72' |
| 3  | DEF | Manjrekar James      | 72' |
| 9  | DEL | Jonathan Moya        | 80' |
| 4  | DEF | Guillermo Villalobos | 80' |

| 28 | MED | Pablo Gállego | 57' |
| 3  | MED | Henry Niño    | 79' |

| 18' · 31' | Larry Angulo Alberto Toril | 1:0 2:0 |

| 90+1' | Harold Medina | 2:1 |

| 58' · 80' · 90+6' | Larry Angulo Henry Niño Óscar Acevedo |

| 23' · 86' · 90+3' | Harold Medina Henry Niño Óscar Acevedo |

| Principal  | Ismael Cornejo |
| Asistentes | Juan Francisco |
|            | Geovany García |
| Cuarto     | José García    |

| VAR            | Guillermo Pacheco |
| Asistentes VAR | Óscar Macías      |

|  |                   |    |    |
|  | Tiros             | 8  | 15 |
|  | Faltas            | 11 | 12 |
|  | Saques de esquina | 2  | 0  |
|  | Penaltis          | 0  | 0  |
|  | Fueras de juego   | 4  | 0  |

|                                |
| Bandera de Costa Rica          |
| Campeón Alajuelense 2.º título |